# 上海市金山中学
上海市金山中学位于上海市金山区，是上海市实验性示范性高中。金山中学始建于1927年，前身是“金山县中学”。原校址为清代柘湖书院旧址（现上海市金山区朱泾镇健康路42号）。1997年金山撤县建区，学校更为现名。 2004年，学校迁址至金山区朱泾镇众益街899号。2007年7月，被市教委命名为“上海市实验性示范性高中”。现占地面积185亩，总建筑面积7.85万平方米。学校现有38个教学班，学生1700余名，教职员工184名。